# Moskiewskie centralne średnice
Moskiewskie centralne średnice (ros. Московские центральные диаметры) – kolej aglomeracyjna działająca na terenie Moskwy i obwodu moskiewskiego, licząca 303 km długości i 140 stacji obsługiwanych przez 4 linie. Otwarcie miało miejsce 21 listopada 2019 roku. 17 sierpnia 2023 roku została otwarta linia D3 (Średnica Leningradsko-Kazańska). 9 września 2023 roku została uruchomiona linia D4 (Średnica Kałużsko-Niżegorodska).

## Linie

### Czynne
| Symbol   | Nazwa oryginalna               | Nazwa polska                     | Stacje końcowe                                                       | Otwarcie | Ostatnia rozbudowa | Długość (km) | Liczba stacji |
| -------- | ------------------------------ | -------------------------------- | -------------------------------------------------------------------- | -------- | ------------------ | ------------ | ------------- |
|          | Белорусско-Савёловский диаметр | Średnica Biełorussko-Sawiołowska | Łobnia – Odincowo                                                    | 2019     | 2023               | 52           | 28            |
|          | Курско-Рижский диаметр         | Średnica Kursko-Riżska           | Nachabino – Podolsk                                                  | 2019     | 2023               | 80           | 38            |
|          | Ленинградско-Казанский диаметр | Średnica Leningradsko-Kazańska   | Kriukowo (Zielenograd) – Ippodrom                                    | 2023     | 2023               | 85           | 38            |
|          | Калужско-Нижегородский диаметр | Średnica Kałużsko-Niżegorodska   | Żeleznodorożnaja – Aprielewka Sołnecznaja – Nowopieriediełkino (D4A) | 2023     | 2023               | 86           | 36            |
| Łącznie: | Łącznie:                       | Łącznie:                         | Łącznie:                                                             | Łącznie: | Łącznie:           | 303          | 140           |

### Budowane i planowane
| Symbol | Nazwa oryginalna              | Nazwa polska                    | Stacje końcowe                     | Planowane otwarcie | Długość (km) | Liczba stacji |
| ------ | ----------------------------- | ------------------------------- | ---------------------------------- | ------------------ | ------------ | ------------- |
|        | Ярославско-Павелецкий диаметр | Średnica Jarosławsko-Pawielecka | Puszkino, Szczołkowo – Domodiedowo | –                  | 89           | 39            |